# Wildcard (Poker)

Spielkarte „Joker“ (deutsch: „Hofnarr“)

Wildcard oder Wild Card beschreibt beim Kartenspiel Poker eine Erweiterung des Kartendecks um einige bestimmte Karten. Oft sind diese Karten Joker, die Spielvariante heißt dann Bug.
Je nach Pokervariante hat der Joker unterschiedliche Möglichkeiten. Zumeist dürfen Spieler, die den Joker halten, diesen für jede beliebige Karte im Deck einsetzen. Hat man beispielsweise ein Paar, so wird dieses mithilfe eines Jokers zum Drilling.
Five Card Draw Poker wird üblicherweise mit einem Joker gespielt, der allerdings nicht für alle möglichen Karten steht, sondern nur entweder als Ass oder zur Vervollständigung einer Straße oder eines Flushs verwendet werden kann. Nicht aber etwa, um damit einen Königs-Drilling zu bilden.